# Suspense (1913)
Suspense é um filme de suspense norte-americano de 1913, dirigido por Phillips Smalley e Lois Weber. No Internet Movie Database lista Lon Chaney como aparece no filme em um papel não creditado, no entanto, este é contestado. O filme apresenta um exemplo de uma captura de tela dividida. Uma cópia do filme é preservada no arquivo de filme do British Film Institute.

## Elenco
- Lois Weber
- Val Paul
- Douglas Gerrard
- Sam Kaufman
- Lon Chaney